# Minas (Uruguay)
Minas è la capitale del dipartimento di Lavalleja, in Uruguay. La sua popolazione, secondo il censimento del 2004, è di 37 925 abitanti.

## Geografia
Incastonata fra le montagne 121 chilometri a nordest di Montevideo, Minas sorge a un'altitudine di 283 metri sul livello del mare. I suoi abitanti si chiamano minuanos.

## Storia
La fondazione di Minas risale al 1783, quando alcune famiglie, si insediarono nella zona. All'epoca era stata battezzata Villa de la Concepción de las Minas. 
La fondazione della città arrivò nel 1783, trent'anni dopo la decisione del governatore di Montevideo, José Joaquín de Viana, di incentivare la creazione di insediamenti nella zona delle miniere, appunto quella di Minas: il primo nucleo della città, battezzata inizialmente Villa de la Concepción de las Minas, fu costituito da 152 famiglie provenienti da Asturie e Galizia, in Spagna, che avevano rinunciato ad un insediamento in Patagonia. La città fu realizzata su una pianta disegnata da Rafael Pérez Del Puerto.
Nel 1832 Charles Darwin fece visita alla città di Minas.
In seguito, nel 1888, il deputato Carlos María Ramírez presentò due progetti di legge alla Camera di cui faceva parte. Uno di essi riguardava l'elevazione di Minas al rango di città, con il nome di Lavalleja. L'anno seguente fu presentato un progetto per la creazione di un nuovo dipartimento con il nome di Lavalleja.

## Monumenti e luoghi di interesse
A Minas sorge la più grande statua equestre del Sudamerica, Cerro Artigas, eretta in commemorazione del condottiero ottocentesco José Gervasio Artigas.

## Infrastrutture e trasporti
Minas è attraversata dalla strada 8, un'arteria di comunicazione che unisce Montevideo all'est del Paese e alla frontiera brasiliana.